# Expressionnisme (littérature)
Vous pouvez aider à l'améliorer ou bien discuter des problèmes sur sa page de discussion.
- Son contenu est rédigé entièrement ou presque à partir d'une seule source. N'hésitez pas à modifier cet article pour améliorer sa vérifiabilité en apportant de nouvelles références dans des notes de bas de page. (Marqué depuis octobre 2022)
- Sa rédaction n'est pas équilibrée, et donne à certains aspects ou points de vue une importance disproportionnée. Considérez son contenu avec précaution. Pour lancer la procédure de résolution du problème, utilisez le paramètre neutralité. (Marqué depuis octobre 2022)

- Archive Wikiwix
- Bing
- Cairn
- DuckDuckGo
- E. Universalis
- Gallica
- Google
- G. Books
- G. News
- G. Scholar
- Persée
- Qwant
- (zh) Baidu
- (ru) Yandex
- (wd) trouver des œuvres sur Wikidata

L'expressionnisme (lat. expressio : expression) est un courant littéraire avant-gardiste apparu aux alentours de 1910 en Allemagne et ayant perduré jusqu’à la fin des années 1920 du XXe siècle.

## L'expressionnisme allemand en littérature

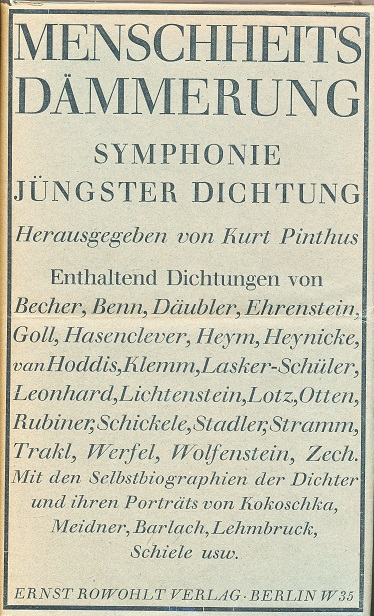
Menschheitsdämmerung. Symphonie jüngster Dichtung. Rowohlt 1920, anthologie de la jeune poésie expressionniste allemande établie par Kurt Pinthus.

L’expressionnisme est représenté en poésie notamment par Georg Trakl, Else Lasker-Schüler, Georg Heym, Franz Werfel, Bertolt Brecht ou encore par Gottfried Benn. Leurs poèmes se caractérisent par la rythmisation, par leur élan dithyrambique et par la distanciation par rapport aux normes linguistiques. De plus, ils témoignent de la préférence de leurs auteurs pour le langage courant et contiennent souvent des néologismes. 
Pour ce qui est des représentants de l’expressionnisme dramatique, l’on peut évoquer notamment le nom de Bertolt Brecht qui est l’auteur des textes dramatiques proches de l’expressionnisme écrits aux débuts de sa carrière. Outre l’auteur du Petit Organon pour le théâtre, parmi les dramaturges expressionnistes, on pourrait mentionner : Georg Kaiser, Walter Hasenclever, Ernst Toller, Reinhard Sorge, Reinhard Goering, Ernst Barlach, Carl Sternheim. Dans leurs œuvres, ils abandonnent la mimèsis et rompent avec toute motivation psychologique des agissements des personnages. De plus, ils essayent de faire en sorte que la représentation théâtrale ressemble à un véritable rituel. Ils se servent de la technique de la pantomime, utilisent les masques et recourent aux formes d'appel direct au public. Ils exploitent de préférence les motifs historiques et mythologiques, bien plus souvent d'ailleurs que les motifs contemporains. D'autre part, le drame expressionniste en termine avec le principe de la continuité de l’action et met l’accent sur la composition fragmentaire de l’œuvre. 
Dans la prose, l’expressionnisme est représenté notamment par Alfred Döblin, Franz Werfel, Max Brod, Klabund ou Leonhard Frank. Tout comme dans le cas des auteurs dramatiques expressionnistes, ils s’éloignent du mimétisme et du psychologisme. Dans leurs œuvres, les auteurs susmentionnés instaurent en revanche l’ironie, la satire ou le grotesque et ont recours aux techniques de la description naturaliste. Ils font coexister des visions cosmiques avec des scènes dépeignant la vie quotidienne. Le langage de leurs œuvres, pour sa part, se caractérise par un mélange de tonalités pathétiques et vulgaires. La prose des expressionnistes influence l’écriture des auteurs tels que Hermann Hesse, Heinrich Mann, Georg Britting, Jakob Wassermann ou Franz Kafka.

## Extension du mouvement expressionniste en Europe
(octobre 2022).
Dans le domaine littéraire, l'expressionnisme connaît de multiples variantes dans d’autres pays européens sans pour autant parvenir nulle part à un développement comparable à l’expressionnisme représenté par les auteurs d’expression allemande. En effet, dans son étude des « principales théories et programmes littéraires du XXe siècle » (165), l'historien polonais de la littérature Artur Hutnikiewicz pense qu'on peut retrouver les premières tentatives visant la formulation des bases théoriques de l’expressionnisme dans la revue munichoise Die Erde dans les années 1905-1906. Toujours est-il que la véritable expansion de l’expressionnisme littéraire s’accomplit en 1910 grâce à de telles revues que Pan, Die Aktion, Der Sturm, Die Weissen Blätter, Literarisches Echo, Das Ziel ou Genius.

### Aspects
Selon Tomasz Kaczmarek, l’expressionnisme littéraire prône une réorganisation totale de la vie de l’homme et propose de repenser les conditions dans lesquelles il évolue. De plus, il s’assigne pour objectif de faire disparaître la prédominance sociale de la bourgeoisie.
D’autre part, pour ce qui est de l’aspect formel des œuvres expressionnistes, elles rompent pour de bon avec le naturalisme ainsi qu’avec toute psychologie réaliste. En revanche, l’expressionnisme revendique l’héritage symboliste, l’épanchement des visions et postule la stylisation linguistique de l’œuvre.
On peut distinguer les 3 phases majeures de l’expressionnisme :
- Phase préliminaire  (expressionnisme précoce, jusque vers le début de la Première Guerre mondiale) : tendances métaphasiques et moralisantes ;
- Deuxième phase  (la période de la guerre) : mouvement à tendances révolutionnaires et pacifistes, profondément engagé dans des questions socio-politiques ;
- Troisième phase : expressionnisme déclinant, des tendances surréalistes commençant à se manifester.

### Expressionnisme polonais
Selon Tomasz Kaczmarek, le nouveau courant laisse la plus grande empreinte sur les formes lyriques même si les artistes pouvant être qualifiés d’expressionnistes puisent également dans d’autres formes ou genres littéraires. Parmi les principaux thèmes de la poésie expressionniste, l’on retrouvera notamment l’émergence des visions inquiétantes et incompréhensibles, proches de l’extase et revêtant des allures oniriques. 
Dans la littérature polonaise, les premières tendances expressionnistes apparaissent avant même la cristallisation des bases théoriques du mouvement. Des signes avant-coureurs de l’expressionnisme peuvent être retrouvés dans les poèmes de Tadeusz Miciński,  représentant du mouvement moderniste de Młoda Polska (Jeune Pologne). Les éléments de la poétique expressionniste peuvent aussi être décelés chez des auteurs tels que Stanisław Przybyszewski ou Wacław Berent.Toutefois, pour ce qui est de l’expressionnisme proprement dit, il apparaît en Pologne vers la fin de la Première Guerre mondiale. Son principal initiateur est Jerzy Hulewicz qui entame en 1917 à Poznań la publication de la revue Zdrój (la revue existe jusqu’en 1922).  
Pourtant, ce bihebdomadaire ne propose pas de programme théorique déterminé. Le rédacteur en chef publie toutefois ses réflexions qui sont éditées en 1921 sous la forme d’un livre intitulé Ego eimi. O Ewangeljey Jezu Chrysta według spisania Janowego. Rzecz w Duchu uyźrzana. Il s’agit là d’une tentative d’interprétation non-dogmatique de l’Evangile selon Jean, traitant de la transcendance et des questions cosmogoniques. Toutefois, dans l’ouvrage mentionné, l’auteur ne formule pas de bases théoriques d’une nouvelle poésie. Des considérations sur l’expressionnisme peuvent être retrouvées également dans les articles de Stanisław Przybyszewski mais ses textes n’apportent pas pour autant de nouvelles conceptions concernant l’art expressionniste. 
En 1918, un groupe de jeunes écrivains et poètes se nommant Bunt (Révolte) organise à Poznań une exposition des tableaux et publie, dans le même temps, Zeszyt Buntu (Les Cahiers de la Révolte) en tant que supplément à la revue Zdrój. Parmi d’autres membres, l’on peut citer Witold Hulewicz, frère du rédacteur en chef, Małgorzata Kubicka, Stanisław Kubicki, Władysław Skotarek, Adam Bederski, August Zamoyski, Jan Stur (Feingold) ou Zenon Kosidowski. Il s’agit là d’un groupe trahissant déjà manifestement des tendances expressionnistes. Dès l’adhésion au comité de rédaction de la revue Zdrój des écrivains mentionnés, les lignes de force du programme du mouvement deviennent plus distinctes. 
Le texte de Jan Stur Czego chcemy (Ce que nous voulons) et celui de Zenon Kosidowski Z zagadnień twórczości (Des enjeux de la création) contiennent déjà un programme expressionniste clair et complet. Cependant, faute de moyens financiers, les écrivains évoqués ne pourront jamais mettre en œuvre les projets avancés dans le cadre de leurs conceptualisations théoriques. D’où le manque d’œuvres qui seraient signées de leurs noms. Bientôt après la faillite de la revue, ils se dispersent et rares sont désormais leurs publications individuelles.

### Critiques formulées à l’égard du mouvement
Ce qui, dès le début, suscite des commentaires défavorables de la part des critiques, c’est la poétique même de l’expressionnisme, cette dernière se résumant à l’antipsychologisme, trahissant une tendance aux généralisations, proposant la typisation des personnages ainsi que le remplacement des protagonistes possédant des traits distinctifs par des symboles qui leur sont attribués. Ils accusent les expressionnistes d’abstraction, d’illustrationnisme et de schématisme. Aux dires des critiques, le rejet de tout intellectualisme  dans le processus de création constitue une menace de la décomposition de l’œuvre et impliquerait la disparition de sa forme ordonnée.Toujours d’après les critiques, le prophétisme auquel recourent les expressionnistes verse vite dans un pathos caricatural ainsi que dans une esthétique du cri se rapprochant de la cacophonie. La négligence des standards linguistiques, à son tour, entraînerait l’incompréhension de l’œuvre.